# Eurobowl XVII
Im Mercedes-Benz Eurobowl XVII wurde der Gewinner der 17. Saison 2003 der European Football League ermittelt. Zum fünften Mal in Folge trug das Siegerteam den Beinamen Lions. Nachdem in den vergangenen drei Jahren der Titel nach Italien an die Bergamo Lions gegangen war, waren die diesjährigen Titelträger die Lions aus Braunschweig, die nach 1999 ihren zweiten Eurobowl-Sieg feierten.
Austragungsort des Eurobowl war wie schon im vergangenen Jahr die Stadt Braunschweig, die den Zuschlag hierfür bereits im bereits im Herbst 2001 für zwei Jahre erhielt. Der Kickoff war am Samstag, den 5. Juli 2003 um 15 Uhr.
MVP des Spiels wurde Runningback Kim Kuci, der in 14 Versuchen insgesamt 97 Yards erlief und dabei zwei Touchdowns erzielte.

## Scoreboard
| Eurobowl XVII – Braunschweig | Eurobowl XVII – Braunschweig | Eurobowl XVII – Braunschweig | Eurobowl XVII – Braunschweig                       | Eurobowl XVII – Braunschweig                       | Eurobowl XVII – Braunschweig                       | Eurobowl XVII – Braunschweig                       |
| ---------------------------- | ---------------------------- | ---------------------------- | -------------------------------------------------- | -------------------------------------------------- | -------------------------------------------------- | -------------------------------------------------- |
| Team                         | Team                         | Punkte                       | Q1                                                 | Q2                                                 | Q3                                                 | Q4                                                 |
| Braunschweig Lions           | Braunschweig Lions           | 21                           | 0                                                  | 14                                                 | 0                                                  | 7                                                  |
| Vienna Vikings               | Vienna Vikings               | 14                           | 7                                                  | 7                                                  | 0                                                  | 0                                                  |
| Lions                        | Vikings                      | Spieler                      | Spielzug                                           | Spielzug                                           | Spielzug                                           | Spielzug                                           |
| 0                            | 7                            | Lance Gustafson              | 30-Yard Lauf (PAT Peter Kramberger)                | 30-Yard Lauf (PAT Peter Kramberger)                | 30-Yard Lauf (PAT Peter Kramberger)                | 30-Yard Lauf (PAT Peter Kramberger)                |
| 7                            | 7                            | Kim Kuci                     | 20-Yard Lauf (PAT Marco Rothaar)                   | 20-Yard Lauf (PAT Marco Rothaar)                   | 20-Yard Lauf (PAT Marco Rothaar)                   | 20-Yard Lauf (PAT Marco Rothaar)                   |
| 7                            | 14                           | Luke Atwood                  | 22-Yard Pass von Shaw Olson (PAT Peter Kramberger) | 22-Yard Pass von Shaw Olson (PAT Peter Kramberger) | 22-Yard Pass von Shaw Olson (PAT Peter Kramberger) | 22-Yard Pass von Shaw Olson (PAT Peter Kramberger) |
| 14                           | 14                           | Adrian Rainbow               | 5-Yard Lauf (PAT Marco Rothaar)                    | 5-Yard Lauf (PAT Marco Rothaar)                    | 5-Yard Lauf (PAT Marco Rothaar)                    | 5-Yard Lauf (PAT Marco Rothaar)                    |
| 21                           | 14                           | Kim Kuci                     | 6-Yard Lauf (PAT Marco Rothaar)                    | 6-Yard Lauf (PAT Marco Rothaar)                    | 6-Yard Lauf (PAT Marco Rothaar)                    | 6-Yard Lauf (PAT Marco Rothaar)                    |